# Filipeștii de Pădure
Filipeștii de Pădure là một xã thuộc hạt Prahova, România. Dân số thời điểm năm 2002 là 10337 người.